# Lilian Rolfe
Pour les articles homonymes, voir Lilian et Rolfe.
Lilian Rolfe (26 avril 1914 - 5 février 1945) est, pendant la Seconde Guerre mondiale, un agent du Special Operations Executive. Elle est arrêtée par les Allemands, puis déportée et exécutée à l'âge de 30 ans.

## Biographie
1914. Le 26 avril, naissance de Lilian Vera Rolfe à Paris, fille de George Rolfe (1878-1954) d'origine anglaise et d'Alexandra Rolfe (1879-?) d'origine russe. Lilian a une sœur jumelle Helen Fedora Rolfe.
Élevée à Paris, la jeune-fille rend fréquemment visite à ses grands-parents qui vivent à Paulet Road à Londres.
Quand elle a 19 ans, sa famille s’installe au Brésil, où elle termine sa scolarité.
1939. Au déclenchement de la guerre, elle travaille à l’ambassade du Royaume-Uni à Rio de Janeiro. On lui confie la tâche de surveiller les mouvements de navires allemands dans le port, ce qui l’initie aux activités d’espionnage.
1943.
- Elle rentre à Londres, pour rejoindre le Women's Auxiliary Air Force.
- Novembre. En raison de ses compétences en français, elle est interviewée et recrutée par le Special Operations Executive (SOE), qui lui fait suivre l’entraînement d’opérateur radio.

1944.
Mission en France
Définition de la mission : opérateur radio pour le réseau HISTORIAN dirigé par George Wilkinson « Étienne », dans la région d'Orléans (Loiret). Son nom de guerre est « Nadine ».
- Avril. Dans la nuit du 5 au 6, Lilian Rolfe est déposée près de Tours par un Lysander[2]. Son travail consiste à envoyer les messages radio du maquis à Londres à partir de différents endroits dans la région. En trois mois, elle enverra 67 messages à Londres. Au-delà de ses missions de transmission radio, cela implique de faire rapport sur les mouvements de troupes ennemies, d’organiser les parachutages d’armes et de fournitures. Elle participe activement à des missions avec les Résistants contre l’occupant.
- Juin. Après le débarquement en Normandie, une chasse à l’homme d’une agressivité croissante de la part de la Gestapo se termine par l’arrestation de George Wilkinson  le 26, à Olivet. Lilian Rolfe continue son travail dangereux d'opérateur radio avec le successeur désigné de George Wilkinson, Pierre Charié (alias Étienne Leblanc). Elle est impliquée dans une bataille armée dans la petite ville d’Olivet, au sud d’Orléans.
- Juillet. Le 31, hasard malheureux, c'est en cherchant quelqu'un d'autre que les policiers font une descente dans la maison où elle demeure et émet, à Nargis, Loiret, chez les instituteurs Maurice et Jeannette Verdier. Elle est arrêtée[3]. Transportée à la prison de Fresnes, au sud de Paris, elle est soumise à de nombreux interrogatoires et à des tortures brutales.
- Août. Elle est déportée au camp de concentration de Ravensbrück. Selon l'aveu d'un officier allemand après la guerre, elle est alors si malade qu’elle ne peut pas marcher.

1945. Le 5 février, Lilian Rolfe âgée de 30 ans est exécutée par les Allemands avec deux autres femmes agents du SOE, Denise Bloch et Violette Szabo, leurs corps sont ensuite jetés au four crématoire.

## Identités
État civil : Lilian Vera Rolfe
- Comme agent du SOE :
  - Nom de guerre SOE : « Nadine »
  - Nom de code opérationnel : RECLUSE (en français ANACHORÈTE)
  - Nom de code du Plan, pour la centrale radio : BLOUSE
  - Fausse identité : Claude Irène Rodier
  - Nom familier pour les Résistants : Claudie

Parcours militaire :
- WAAF : enregistrée le 16 mai 1943 ; grade ACW2[4] ; matricule 2149745.
- SOE : enregistrée le 24 novembre 1943 ; matricule : 9907.

## Famille
- Son père : George Rolfe, de nationalité britannique, comptable travaillant à Paris.
- Sa mère : Russo-Française.
- Une sœur jumelle : Helen Fedora Rolfe, épouse Oliver.

## Reconnaissance

### Distinctions
Elle reçoit, à titre posthume, les décorations suivantes :
- France
  -  Croix de guerre 1939–1945
  -  Médaille de la Résistance française (décret du 23 juillet 1965)[5].
- Royaume-Uni :
  - membre de l'Ordre de l'Empire britannique (MBE)
  - Mention in Despatches (MiD).

### Monuments
Le nom de Lilian Rolfe est honoré sur les monuments suivants :
- Runnymede Memorial, Surrey, Angleterre, panneau 277.
- Mémorial de Valençay, Indre. Elle y est honorée en tant que l’un des 104 agents de la Section F du SOE morts pour la France.
- À Lambeth, Angleterre, la Maison Lilian Rolfe est dédiée à sa mémoire.
- À Paris, (32, avenue Duquesne, Paris 7e), est apposée une plaque sur laquelle on lit : « En hommage à Lilian Vera Rolfe née dans cet immeuble en 1914 et exécutée à Ravensbrück en 1945. Opératrice radio pour le service britannique S.O.E. créé en 1940 pour soutenir les mouvements de résistance en Europe et préparer le débarquement du 6 juin 1944. »
- La ville de Montargis dans le département du Loiret, où elle a été active pendant la guerre, honore sa mémoire par la rue Claudie Rolfe qui substitue l'un de ses pseudonymes durant ses activités au SOE à son prénom.

### Sources
- Fiche Lilian Rolfe, avec photographies : voir le site Special Forces Roll of Honour
- Michael R. D. Foot, Des Anglais dans la Résistance. Le Service Secret Britannique d'Action (SOE) en France 1940-1944, annot. Jean-Louis Crémieux-Brilhac, Tallandier, 2008,  (ISBN 978-2-84734-329-8). Traduction en français par Rachel Bouyssou de (en) SOE in France. An account of the Work of the British Special Operations Executive in France, 1940-1944, London, Her Majesty's Stationery Office, 1966, 1968 ; Whitehall History Publishing, in association with Frank Cass, 2004. Ce livre présente la version officielle britannique de l’histoire du SOE en France.
- Paul Guillaume, Au Temps de l'héroïsme et de la trahison, Orléans, Imprimerie nouvelle, 1948 ; ch. VIII, De Vengeance aux F.F.I. par le réseau Buckmaster'*/ ', p. 147-160.
- Hugh Verity, Nous atterrissions de nuit…, préface de Jacques Mallet, 5e édition française, Éditions Vario, 2004.  (ISBN 2-913663-10-9)